# Man-Raze
I Man-Raze sono un progetto composto dall'ex chitarrista dei Girl, nonché chitarrista dei Def Leppard Phil Collen, l'ex bassista dei Girl Simon Laffy e l'ex batterista dei Sex Pistols Paul Cook.

## Storia
Il nome originale del gruppo è stato "Fay-Raze" in riferimento a Fay Wray, in seguito, "Raze" è stato conservato mentre "Fay" sostituito con "Man" in riferimento al fotografo surrealista Man Ray. Il loro primo concerto si è tenuto nel padiglione The Spitz nel quartiere Old Spitalfields market a Londra, Inghilterra il 27 settembre 2005. I Man Raze stanno lavorando ad un EP che verrà pubblicato prima di un LP.

## Discografia
- 2005 - Skin Crawl (Singolo)

## Formazione
- Phil Collen - chitarra, voce
- Simon Laffy - basso
- Paul Cook - batteria